# Forio
Forio (conosciuto anche come Forio d'Ischia; pronuncia forìo) è un comune italiano di 17 509 abitanti della città metropolitana di Napoli in Campania.

## Geografia fisica
Si trova nella parte occidentale dell'isola d'Ischia e, con i suoi 13,08 km² di territorio, è il comune più esteso dell'isola.
Di fronte alla spiaggia di Citara è presente l'isola Pietra Bianca.

## Origini del nome
Secondo lo Jasolino, medico del '500, Forìo deriverebbe da Fiorio in quanto fiorì dopo la distruzione di altri casali, altri studiosi ritengono più probabile invece dal greco phòros, φόρος (ferace - fertile), altri ancora dal greco chorìon, χωρίον (villaggio).
La leggenda, riferita dal D'Ascia, vuole che un castellano del Castello Aragonese, stanco di vivere sul castello con quattromila persone, disse "Fuori io!" e se ne andò dall'altra parte dell'isola a fondare questo comune.

## Storia
Forio ha subito nei secoli diverse invasioni da parte dei Saraceni, di cui conserva marcati segni nell'architettura locale. 
Dal 1938 al 1945 fu aggregato al comune di Ischia, insieme agli altri comuni dell'isola, formando un'unica entità amministrativa dell'isola d'Ischia.

## Monumenti e luoghi d'interesse

### Architetture religiose
Numerose sono le chiese nel territorio comunale di Forio (di cui ben due con la dignità di basilica minore), tra le quali:
- Chiesa di Santa Maria del Soccorso
Eretta a picco sul mare verso la metà del XIV secolo in stile greco-bizantino. Già convento agostiniano, soppresso nel 1653. La chiesa, così come la vediamo oggi risale al 1864. Realizzata secondo i canoni degli antichi comuni marinari, ha una facciata di colore bianchissimo con una scala ricoperta di maioliche del XVIII secolo. L'interno è a una sola navata, con cappelle laterali e abside. Conserva la statua di un Crocifisso del XVI secolo, cui vengono attribuite proprietà taumaturgiche. La chiesa è il simbolo del comune di Forio;
- Chiesa di San Carlo Borromeo
Risale al 1620, ha pianta a croce latina e l'aula è a navata unica. All'interno è conservata la statua lignea della Madonna della Libera, opera del Settecento, oggetto di venerazione locale;
- Chiesa di san Gaetano
Risalente al 1655, prospetta sulla piazza Luca Balsofiore (già Piazza San Gaetano), contiene dipinti di Alfonso Di Spigna (1697-1785);
- Chiesa di S. Maria al Monte
Eretta intorno al 1596 sulla collina da cui prende il nome, l'aula ha navata unica;
- Chiesa di S. Maria Visitapoveri
Risalente alla prima metà del XVII secolo, si affaccia sulla piazza del Municipio, ed è dedicata alla Madonna delle Grazie. Danneggiata gravemente da un furioso incendio nel 1670, venne prontamente restaurata. Il pittore Francesco Starace l'ha abbellita con una decorazione a stucco. Singolare la struttura architettonica a duplice facciata: quella vera e propria della chiesa e quella che dà sul cortile. Contiene numerosi dipinti di Alfonso Di Spigna;

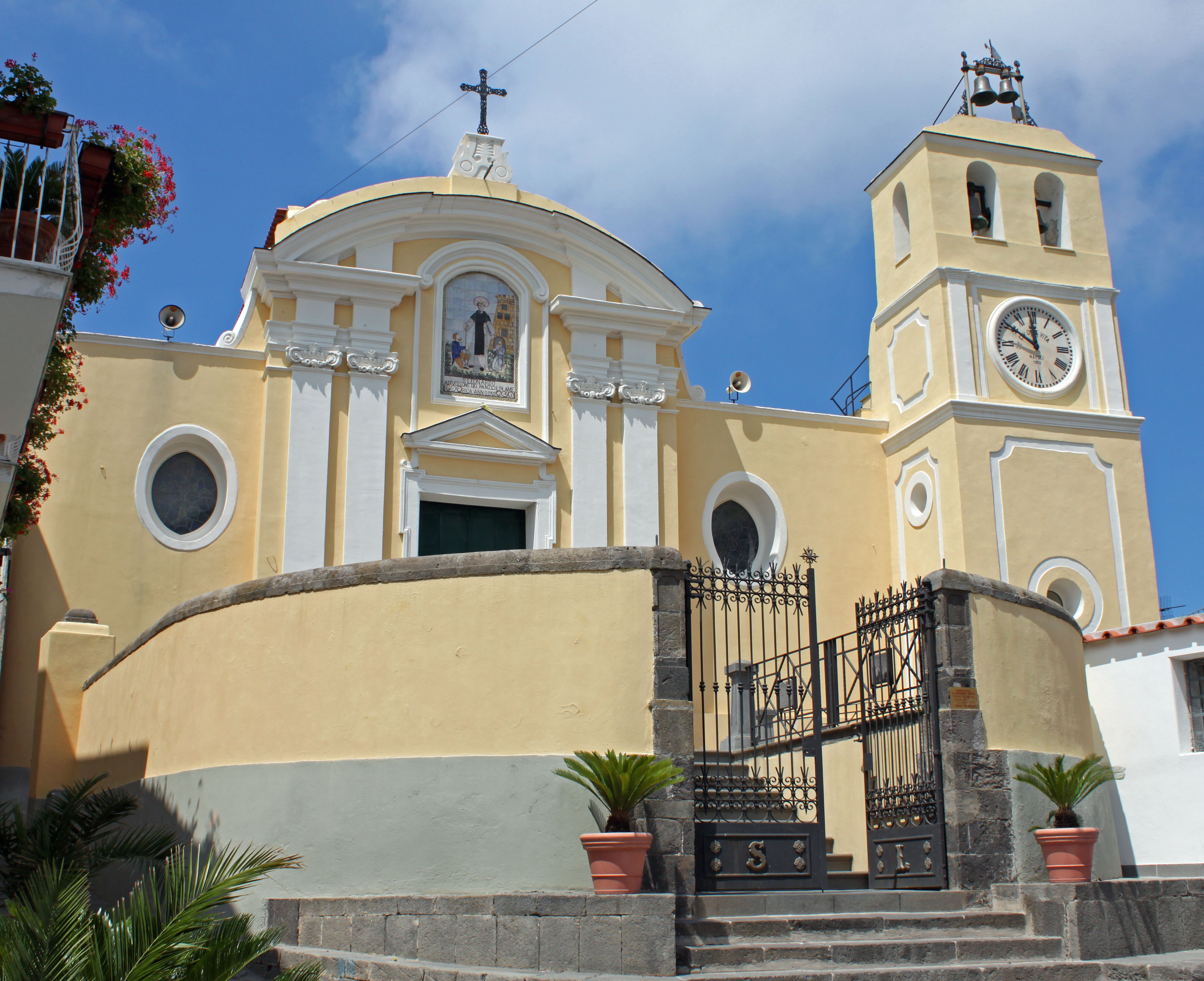
La chiesa di San Leonardo abate, a Panza

- Chiesa di san Leonardo abate
Sorge al centro dell'abitato di Panza, frazione del Comune di Forio, risale a prima del 1536, anno per la quale risulta la prima documentazione. L'interno è a tre navate con abside e copertura a cassettoni. La decorazione a stucco è opera di Cesare Starace; le tele datate 1775 del Ponticelli Di pregiata fattura un crocefisso ligneo del '600 conservato in sacrestia e una statua della Vergine del Rosario risalente ai primi del '600.
- Arciconfraternita della SS. Annunziata.
Sita nell'abitato di Panza, ha un'unica navata, le prime documentazioni risalgono al 1617. La pala d'altare di autore ignoto risale al 1684, al XIX secolo invece il tondo raffigurante san Leonardo, patrono dell'abitato, una statua lignea dell'Arcangelo Michele e dell'Annunciazione della Vergine oggetto di particolare venerazione.
- Chiesa di san Francesco Saverio
 Parrocchia della contrada Cuotto. Originariamente cappella gentilizia conserva una tela del Di Spigna e la statua lignea del santo titolare.
- Chiesa di S. Francesco di Assisi
Sita accanto alla Chiesa di S. Maria Visitapoveri, in Piazza Municipio, con annesso convento. La chiesa ha un'unica navata con cappelle laterali ed è riccamente decorata a stucco, ha un bel coro ligneo e contiene numerose opere d'arte di pittori, tra cui Evangelista Schiano, e scultori del periodo che va dal XVII al XIX secolo;

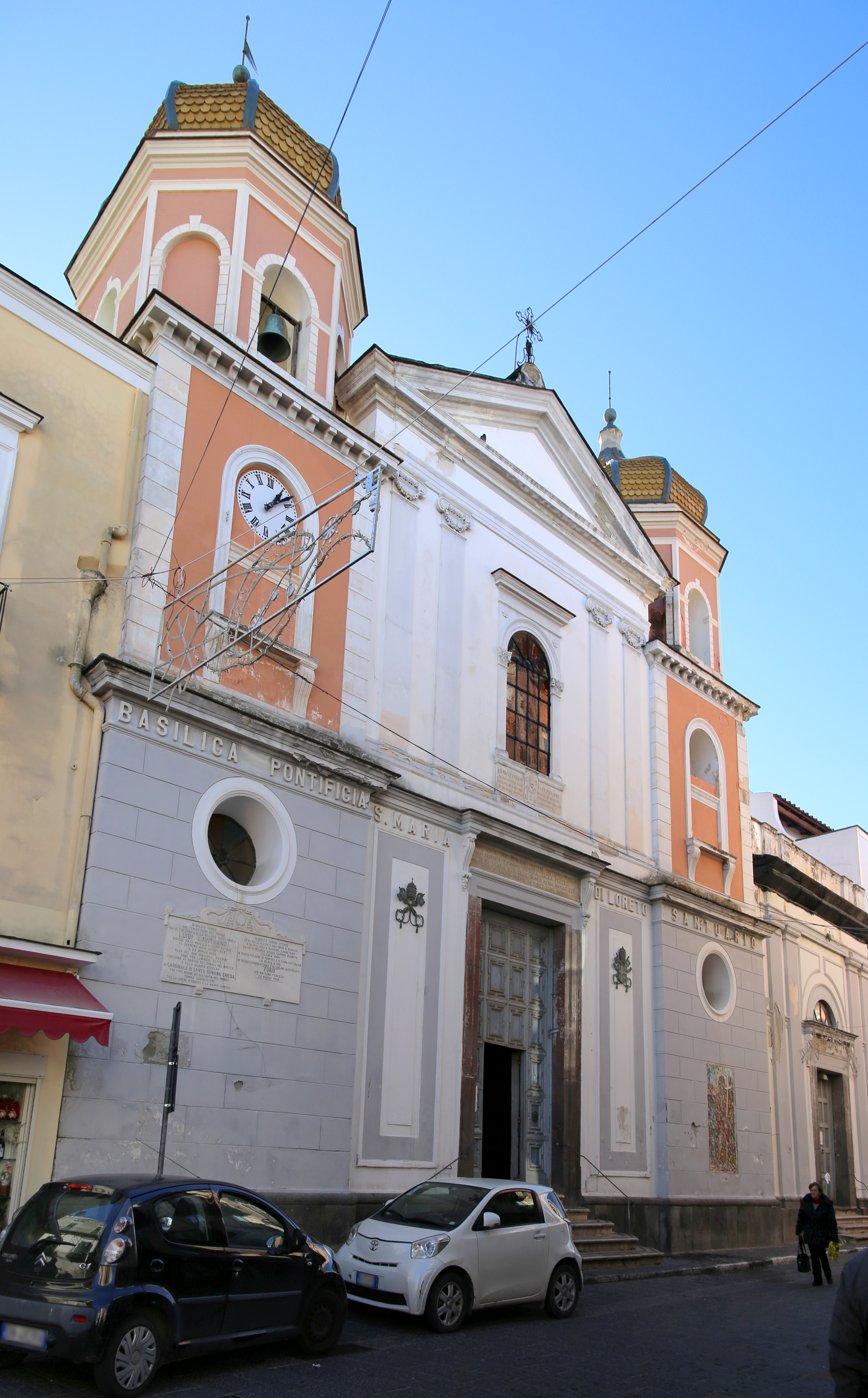
La basilica di Santa Maria di Loreto, ove si trova la tomba del cardinale Luigi Lavitrano

- Basilica di Santa Maria di Loreto o della Beata Vergine Maria Incoronata
Risale al XIV secolo, ma subì una grossa ristrutturazione nel XVI secolo e fu arricchita con stucchi e marmi preziosi nel XVIII. Oggetto di venerazione è la Madonna di Loreto, raffigurata da un'icona su tavola del 1560, opera del pittore Decio Tramontano, incoronata d'oro la prima volta, nel luglio del 1787 da parte del Capitolo della Basilica di San Pietro in Vaticano, la seconda, nel 1937, su mandato di papa Pio XI dal cardinale Luigi Lavitrano (qui sepolto)[5] e molti anni dopo, dal cardinale Giuseppe Casoria nel 1987 (da queste incoronazioni deriva il nome alternativo di Basilica della "Beata Vergine Maria Incoronata").

Nel novembre del 1989 papa Giovanni Paolo II l'ha elevata alla dignità di basilica minore;
- Chiesa di san Gennaro in Santa Maria delle Grazie.
Poco fuori dall'abitato di Panza e adiacente al convento agostiniano, anno della sua fondazione è il 1610, ad unica navata conserva una tela della Vergine tra i santi Sebastiano e Gennaro di ignoto autore. Due mezzibusti dei santi Gennaro e Antonio di Padova. Oggetto di particolare devozione, è la statua della Vergine delle Grazie, di recente fattura, sul modello dell'originale conservata in sacrestia.

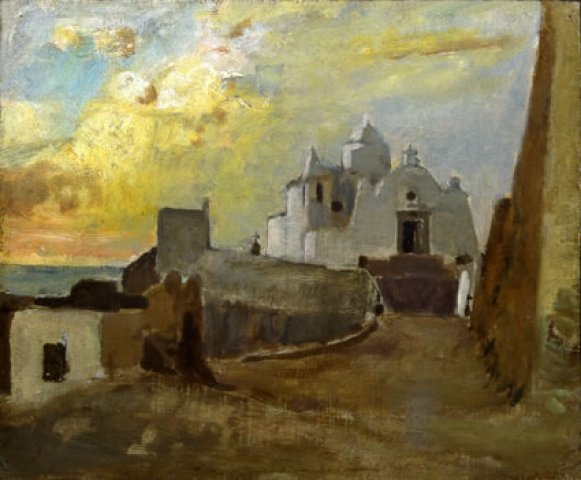
La chiesa di Santa Maria del Soccorso, opera di Vincenzo Cabianca.

- Basilica di San Vito - Chiesa Madre di Forio
Nella parte alta di Forio, dedicata al protettore di Forio, San Vito, elevata alla dignità di basilica minore nel luglio 1988.[6] La chiesa risalirebbe a prima del 1306, fu ampliata a spese dell'Università di Forio all'inizio del secolo XVII e completamente ricostruita tra il 1730 ed il 1750, mentre la facciata fu ultimata nella seconda metà dell'Ottocento. L'aula è a tre navate, decorata a stucco da Francesco Starace. Ricca di opere pittoriche e scultoree, la più importante delle quali è una statua di San Vito in argento e rame dorato, risalente al 1787 e acquistata coi proventi ricavati dall'imposizione di tassi sui generi di prima necessità con una spesa di 3848,74 ducati.[7] Nel 2019, papa Francesco accogliendo l'istanza presentata dalla Diocesi di Ischia abolisce lo giuspatronato del Comune[8] che nei secoli aveva provveduto alla nomina del Parroco tramite apposita elezione.[7]

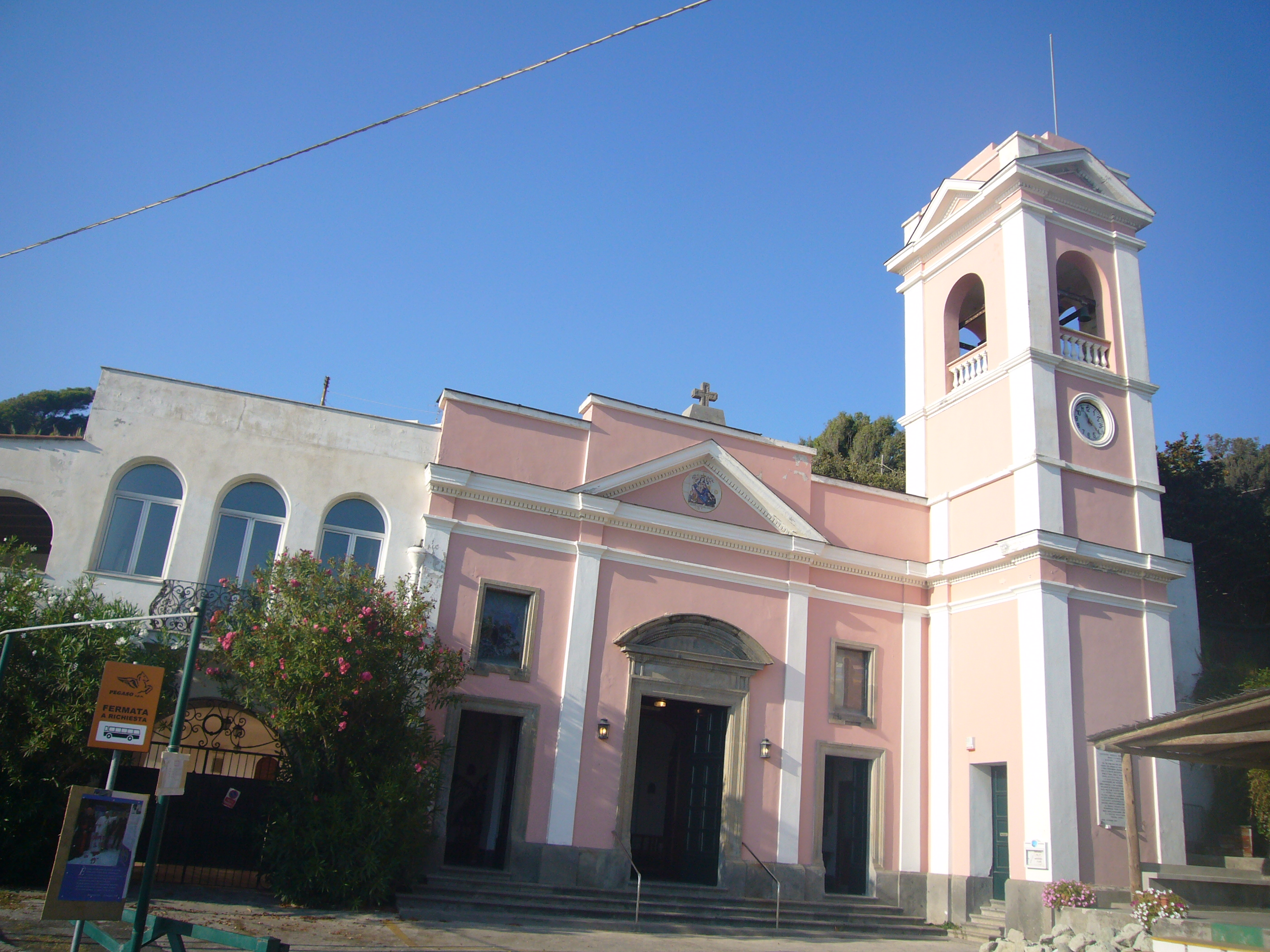
La chiesa di San Francesco da Paola, patrono della gente di Mare

- Santuario di San Francesco da Paola
Più conosciuto con tale nome, è intitolato però alla Madonna di Montevergine. Si trova sulla salita che porta al belvedere di Zaro; la sua prima edificazione risale alla metà del '600. Nel 1901 fu utilizzato come lazzaretto, per consentire al medico Giovanni Angelo Patalano (1873-1957) di fronteggiare l’epidemia di vaiolo che aveva colpito Forio. All'interno si trova una pala d'altare raffigurante San Francesco da Paola e Santa Caterina d'Alessandria, opera del pittore Cesare Calise.[9][10]

### Centro storico

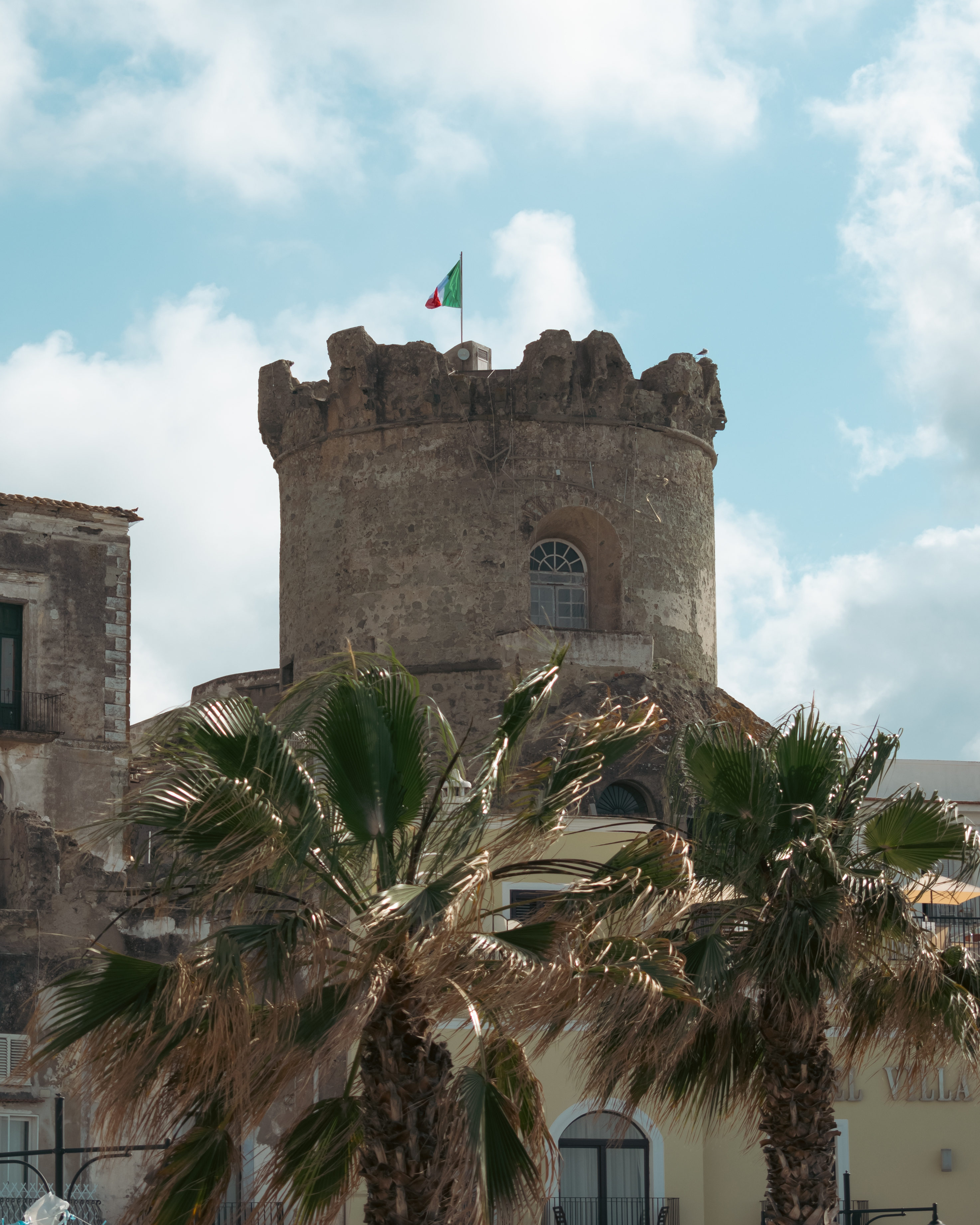
Il "Torrione"

Nel centro storico sono presenti palazzi nobiliari, botteghe di artisti locali e le chiese, tra cui quella del Soccorso situata nelle adiacenze di piazzale Giovanni Paolo II (già piazzale del Soccorso). In questo luogo è possibile assistere, in particolari condizioni, al fenomeno ottico del raggio verde in concomitanza con il tramonto del Sole.

### Torri costiere
Lungo la costa sorgono molte torri di avvistamento e difesa, la più famosa di queste è il "Torrione".

### Aree naturali

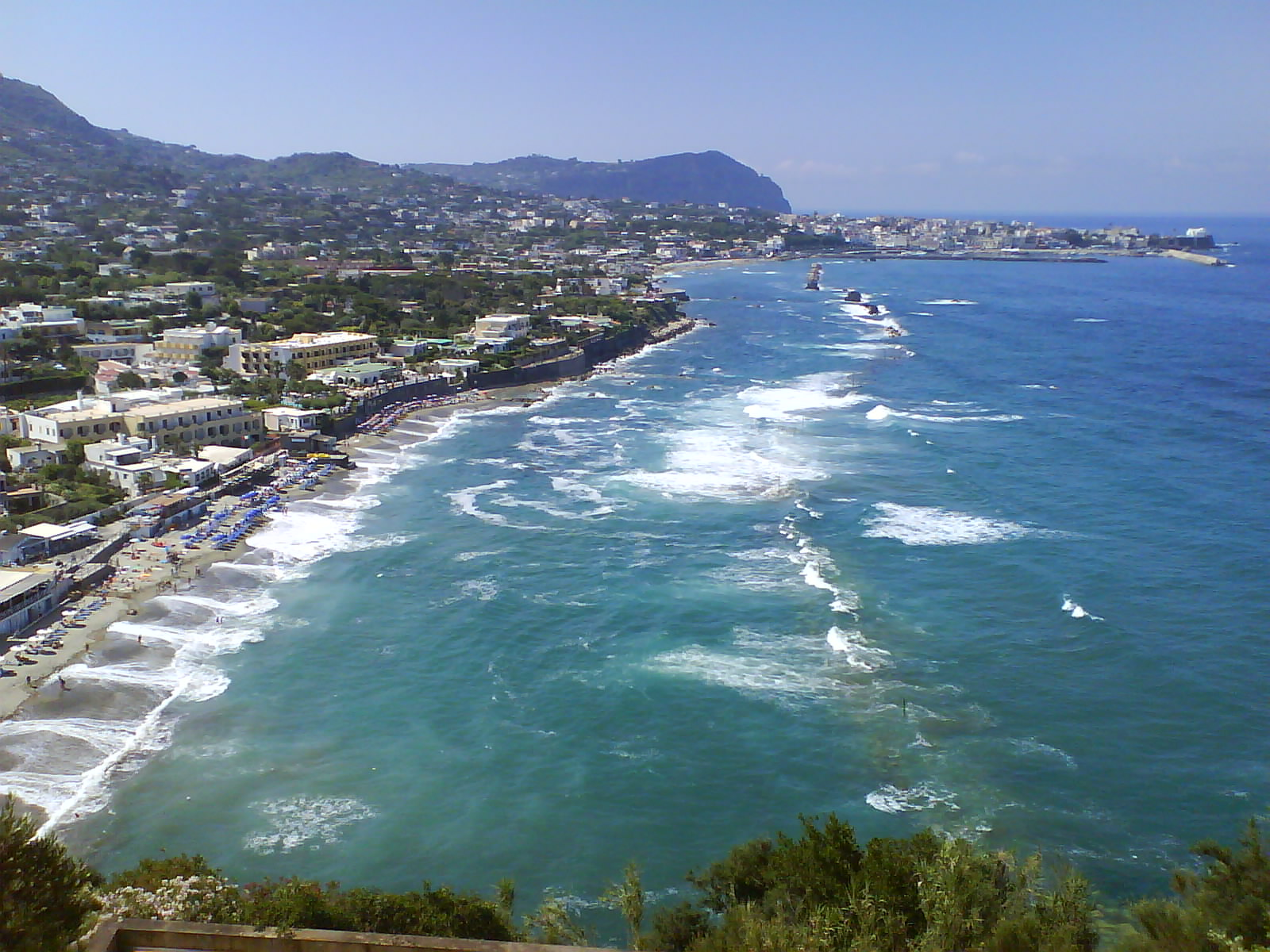
La spiaggia di San Francesco

- Numerose spiagge, tra cui quella di "S. Francesco di Paola" e quelle della "Chiaia" e di "Citara", con il famoso parco termale dei "Giardini Poseidon" e la "baia di Sorgeto", dotata di vasche naturali di acqua calda nel mare, tra gli scogli vulcanici.
- Giardini "La Mortella", unici nel loro genere

## Società

### Evoluzione demografica
Abitanti censiti

### Etnie e minoranze straniere
Secondo i dati ISTAT al 31 dicembre 2018 i cittadini stranieri residenti a Forio erano 2005, corrispondenti al 11,2% della popolazione. Le nazionalità maggiormente rappresentate erano:
1. Romania 648 3,6%
2. Ucraina 311 1,7%
3. Repubblica Dominicana 132 0,7%
4. Senegal 126 0,7%
5. Albania 114 0,6%
6. Polonia 101 0,5%
7. Marocco 89 0,4%
8. Germania 88 0,4%
9. Tunisia 63 0,3%
10. Dominica 58 0,3%

### Il dialetto
Forio possiede un proprio dialetto, il foriano, caratterizzato da suoni e lemmi propri, molto diversi da quelli degli altri comuni isolani e dalla lingua napoletana standard. Il dialetto foriano, con una difficile fonetica, è tuttavia quello maggiormente conoscibile, grazie alla grande produzione letteraria in foriano che il comune può vantare. Vicino ma non simile è il dialetto panzese, nella frazione di Panza, anch'esso lontano dalla prosodia napoletana standard soprattutto nei suoni ed in alcuni lemmi, così come dagli altri dialetti isolani. Insieme al foriano è uno dei 7 dialetti tuttora parlati dai nativi dell'isola.
Un bell'esempio di vernacolo foriano è la poesia Antonie gnocchignocche tratta dalla raccolta "Vasapiedi" di Luigi Polito.
'U terramote miéie ha scarziete n'etu campiaune: Nntonie gnocchignocche.
E chigghie 'e tanne, paisce nfarenete: "Mammeme m'é ddà cotte e i m'ammocche.
Tenaive nu marrezze sciaremete e lu vulaive 'nvece cu lu crocche,
cua maneche le cuorre. Avé cerchéte nu pere 'e corre pure a Bastiocche.
- Quante ne vuò: é tene Micchiariegghie:
a mugghiere arrevune e ce gghie pporte -
- Ce vache mau.-  Circave u puveregghie
lu pere e corre, ma cumme risposte avette tante chevece, na sporte.
Lu nomme 'e Gnocchignocche ha vute apposte.
La stessa in italiano:
Il mio terremoto ha risparmiato un altro campione, Antonio Gnocchignocche. È quello di un tempo, un pesce infarinato.Mia madre me le dà cotte ed io le imbocco. Aveva una roncola rotta e ne voleva una con tanto di ornamento, col manico di corno. Aveva chiesto un paio di corna anche a Bastiocco. "Quante ne vuoi: le ha Micchiariegghie (fiammifero), la moglie le raccoglie e gliele porta". "Ci vado ora". Chiese il poverino il paio di corna, ma come risposta ebbe tanti calci, una sporta. Il nome Gnocchignocche lo ha avuto per questo.

### Curiosità
I foriani sono chiamati ironicamente dagli altri abitanti dell'isola "sanghe 'e turche" per il loro carattere levantino. George Berkeley in cura sull'isola nel 1717 riporta che i foriani godono di fama di assassini. Così il D'Ascia nella sua Storia dell 'isola d'Ischia.. Un blasone popolare dice : "Furiano, mangia patane, acciraperucchi e sona campane - foriano, mangia patate, pidocchioso e bacchettone"

## Geografia antropica
Amministrativamente comprende diverse contrade (Monterone, Cierco) e la frazione di Panza che nei secoli ha subito, come il capoluogo, diversi attacchi da parte dei Saraceni, di cui conserva marcati segni nell'architettura locale.

## Amministrazione
Di seguito è presentata una tabella relativa alle amministrazioni che si sono succedute in questo comune.
| Periodo          | Periodo          | Primo cittadino       | Partito | Carica              | Note   |
| ---------------- | ---------------- | --------------------- | --- | ------------------- | ------ |
| 7 luglio 1986    | 20 giugno 1990   | Antonio Trofa         | Democrazia Cristiana | Sindaco             | [ 19 ] |
| 20 giugno 1990   | 4 giugno 1991    | Francesco Iacono      | Partito Socialista Italiano | Sindaco             | [ 19 ] |
| 5 giugno 1991    | 10 agosto 1992   | Ennio Blasco          | | Comm. pref.         | [ 19 ] |
| 10 agosto 1992   | 22 febbraio 1993 | Giuseppe Iacono       | lista civica | Sindaco             | [ 19 ] |
| 22 marzo 1993    | 18 novembre 1993 | Gaetano Colella       | lista civica | Sindaco             | [ 19 ] |
| 15 gennaio 1994  | 25 luglio 1994   | Francesco Del Deo     | Partito Popolare Italiano | Sindaco             | [ 19 ] |
| 25 luglio 1994   | 21 novembre 1994 | Giuseppe Di Marino    | | Sindaco             | [ 19 ] |
| 21 novembre 1994 | 30 novembre 1998 | Francesco Paolo Monti | Progressisti | Sindaco             | [ 19 ] |
| 30 novembre 1998 | 18 marzo 1999    | Francesco Paolo Monti | lista civica | Sindaco             | [ 19 ] |
| 18 marzo 1999    | 20 luglio 1999   | Antonio Orabona       | | Comm. pref.         | [ 19 ] |
| 20 luglio 1999   | 17 aprile 2000   | Maria Elena Stasi     | | Comm. pref.         | [ 19 ] |
| 17 aprile 2000   | 28 novembre 2002 | Francesco Paolo Monti | sinistra | Sindaco             | [ 19 ] |
| 18 novembre 2002 | 27 maggio 2003   | Mariolina Golia       | | Comm. straordinario | [ 19 ] |
| 27 maggio 2003   | 15 aprile 2008   | Francesco Regine      | centro-sinistra | Sindaco             | [ 19 ] |
| 15 aprile 2008   | 28 maggio 2013   | Francesco Regine      | lista civica | Sindaco             | [ 19 ] |
| 30 maggio 2013   | 10 giugno 2018   | Francesco Del Deo     | lista civica Libera generazione futura, lista civica Patto per Forio, lista civica Gente comune, lista civica Rinascita culturale, lista civica Amore per Forio, lista civica Vito Manzi, lista civica Uniti per i giovani                       | Sindaco             | [ 19 ] |
| 10 giugno 2018   | 15 maggio 2023   | Francesco Del Deo     | lista civica Terra d'amare, lista civica Patto per Forio, lista civica Gente comune, lista civica Fare Forio, lista civica Amore per Forio, lista civica Siamo Forio, lista civica Uniti per i giovani                                           | Sindaco             | [ 19 ] |
| 15 maggio 2023   | in carica        | Stanislao Verde       | lista civica Progresso per Forio, lista civica Noi per Forio, lista civica Passione Forio, lista civica Primavera foriana, lista civica Insieme per Forio, lista civica Forio nel cuore, lista civica Forio democratica, lista civica Onda nuova | Sindaco             | [ 19 ] |

### Gemellaggi
- Brusson
- Polignano a Mare[20]
- Câmara de Lobos
- Goce Delčev